# اونو، گیفو
اونو، گیفو (به لاتین: Ōno, Gifu) یک منطقهٔ مسکونی در ژاپن است که در استان گیفو واقع شده‌است. اونو ۲۳٬۷۹۶ نفر جمعیت دارد.